# Moçambique Celular

Moçambique Celular-Mcel foi a primeira operadora de telefonia móvel em Moçambique, tendo sido fundada em  Novembro de 1997. Pertencia ao grupo TDM (Telecomunicações de Moçambique), assegurando a cobertura de grande parte do território nacional através de mais de 750 antenas. Em 2013, a Mcel foi a primeira operadora a lançar um serviço de banca móvel no país, através de uma parceria com a empresa Carteira móvel, da qual resultou o mKesh.
A Mcel foi extinta em 2018 e fundida com a Telecomunicações de Moçambique para criar a Moçambique Telecom-Tmcel.

## Ligações Externas
- Antiga página oficial da Mcel